# Южний (Бєлорєченський район)
Южний — селище в Бєлорєченському районі Краснодарського краю. Адміністративний центр Южненського сільського поселення.
Населення — 3 278 мешканців (2002).
Селище розташоване на лівому березі річки Біла навпроти міста Бєлорєченськ.